# Idantoina
L'idantoina, conosciuta anche come glicolilurea è un farmaco comunemente impiegato nel trattamento dell'epilessia, derivante dalla doppia condensazione di urea con acido glicolico. È un composto organico eterociclico bioisostero della succinimmide e rappresenta la struttura base delle idantoine, classe di farmaci anticonvulsivanti di prima generazione di cui fa parte la fenitoina.

## Sintesi
Fu isolata per la prima volta nel 1861 da Adolf von Baeyer. L'idantoina è un ureide a catena chiusa ottenuta per azione dell'ammoniaca sulla bromoacetilurea o, in alternativa, per riduzione della allantoina o dell'allossana con acido iodidrico: